# Aue-Bad Schlema
Aue-Bad Schlema è una città della Sassonia, Germania, nel circondario dei Monti Metalliferi. Aue-Bad Schlema si fregia del titolo di "Grande città circondariale" (Große Kreisstadt).
Il comune è stato costituito a partire dal 1º gennaio 2019 dalla fusione dei comuni di Aue e Bad Schlema.